# Euthalia satellita
Euthalia satellita är en fjärilsart som beskrevs av Jurriaanse 1920. Euthalia satellita ingår i släktet Euthalia och familjen praktfjärilar. Inga underarter finns listade i Catalogue of Life.